# براد بيكيت
براد بيكيت (بالإنجليزية: Brad Pickett؛ مواليد 24 سبتمبر 1978) هو مُقاتل فنون قتالية مختلطة إنجليزي مُعتزل.

## وصلات خارجية
- براد بيكيت على موقع بوكس ريك (الإنجليزية) (registration required)
- براد بيكيت على موقع يو إف سي (الإنجليزية)
- براد بيكيت على موقع شيردوغ (الإنجليزية)
- براد بيكيت على موقع Tapology.com (الإنجليزية)
- براد بيكيت على موقع IMDb (الإنجليزية)